# Eurybrachys apicata
Eurybrachys apicata är en insektsart som beskrevs av William Lucas Distant 1892. Eurybrachys apicata ingår i släktet Eurybrachys och familjen Eurybrachidae. Inga underarter finns listade i Catalogue of Life.